# The 17 Year Itch
The 17 Year Itch is de achtste aflevering van het eerste seizoen van het tienerdrama Beverly Hills, 90210, die voor het eerst werd uitgezonden op 29 november 1990. De titel geeft een referentie aan The Seven Year Itch (1955), een film met Marilyn Monroe. Denise Dowse speelt in deze serie de rol van Proff Harriet Strathmore, in de rest van de serie speelt ze de rol van Yvonne Teasly.

## Verhaal
Jim en Cindy vieren hun zeventiende huwelijksjaar. Het wordt niet zo fleurig als ze hadden gedacht als Cindy ontdekt een aantrekkingskracht te voelen voor fotograaf Glen. Glen is haar ex-vriend uit de tijd dat ze studeerde en bezoekt haar opnieuw. Dit zorgt voor jaloezie bij Jim.
Ondertussen nemen Brandon en Brenda deel aan een studie over de tweelingen van Amerika. David is vastberaden de DJ te worden van de radiostation van West Beverly High. Steve krijgt last van plankenkoorts.

## Rolverdeling
- Jason Priestley - Brandon Walsh
- Shannen Doherty - Brenda Walsh
- Jennie Garth - Kelly Taylor
- Ian Ziering - Steve Sanders
- Brian Austin Green - David Silver
- Douglas Emerson - Scott Scanlon
- Tori Spelling - Donna Martin
- Carol Potter - Cindy Walsh
- James Eckhouse - Jim Walsh
- Stan Ivar - Glen Evans
- Nancy Paul - Miss Rye
- Luisa Leschin - Anna Rodriguez
- Denise Dowse - Proff Harriet Strathmore